# Instrukcja wysyłkowa
Instrukcja wysyłkowa – dokument przygotowywany przez spedytora po otrzymaniu i przyjęciu zlecenia spedycyjnego. 
Instrukcja wysyłkowa jest przeznaczona dla dostawcy i zawiera konkretne informacje na temat przygotowania towaru do wysyłki, zawierania umów z przewoźnikami krajowymi, doboru najkorzystniejszej trasy przewozu do portu lub stacji granicznej itp. Do instrukcji wysyłkowej bywa dołączony wzorcowy list przewozowy oraz wzór zgłoszenia celnego. Dostawca pokrywa wszelkie szkody, jakie mogą wyniknąć z nieprzestrzegania wymogów instrukcji, pod rygorem ewentualnych dodatkowych kosztów wynikłych na skutek niewykonania poleceń spedytora.